# Turmhügel Die Bastei
Der Turmhügel Die Bastei ist eine abgegangene Turmhügelburg (Motte) südöstlich von Weißenbrunn im Landkreis Kronach in Bayern.
Die Burgstelle der ehemaligen Mottenanlage ist von einer Villa überbaut.  